# 존 애덤스 (작곡가)

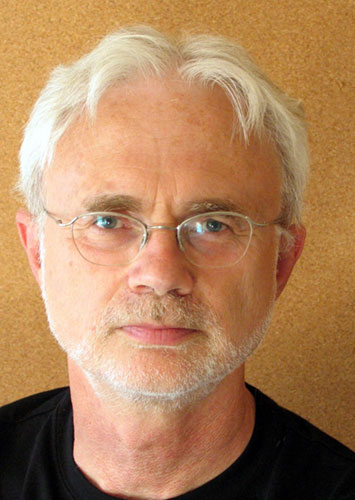
존 애덤스

존 애덤스(John Adams, 1947년 2월 15일 ~ )는 미국의 작곡가이다.
애덤스는 클래식, 재즈, 뮤지컬, 록 음악에 정기적으로 노출되어 음악적인 가정에서 자랐다. 하버드 대학교에서 키르치너, 세션스, 델 트레디치 등과 함께 공부했다. 샌프란시스코 음악원에서 가르치면서 애덤스는 자신만의 미니멀리즘 미학을 개발했다. 샌프란시스코의 현대 음악계에서 점점 더 활발하게 활동한 그의 대규모 관현악 작품 하모니움과 하모니엘레(1985)는 그에게 처음으로 전국적인 관심을 주었다.
아담스의 첫 번째 오페라는 《닉슨 인 차이나》로, 리처드 닉슨의 1972년 중국 방문을 재조명하고 피터 셀러스와 많은 공동 작업 중 첫 번째 작품이다. 비록 이 작품은 처음에는 반응이 엇갈렸지만, 초연 이후 전세계적으로 공연되면서 점점 더 선호되고 있다. 그의 다음 주목할 만한 작품은 실내 교향곡 (1992), 바이올린 협주곡 (1993), 오페라 오라토리오 엘 니뇨 (2000), 관현악 작품인 "아버지는 찰스 아이브스를 알고 있었다" (2003), 그리고 6현 전기 바이올린 협주곡 "다르마" (Big Sur) 등이 있다. 아담스는 2001년 9월 11일 테러의 희생자들을 추모하는 오케스트라와 코러스를 위한 음악으로 2002년 퓰리처상을 수상했다.
애덤스의 음악은 스티브 라이히와 필립 글래스의 미니멀리즘 전통에서 발전되었지만, 그는 바그너와 말러의 맥락에서 후기 낭만주의의 거대한 관현악적 질감과 절정에 더 쉽게 참여하는 경향이 있다. 그의 스타일은 제2 빈 다름슈타트 학파에 의해 추진된 모더니즘에 대한 반작용이다.